# Melanocenchris
Melanocenchris, es un género de plantas herbáceas perteneciente a la familia de las poáceas. Es originario de la África tropical, la India y Ceilán.

## Taxonomía
El género fue descrito por Christian Gottfried Daniel Nees von Esenbeck y publicado en Proceedings of the Linnean Society of London 1: 94. 1841. La especie tipo es:  Melanocenchris royleana Nees. 
Etimología
El nombre del género se deriva de las palabras griegas melanos (negro) y, o bien cenchrus (mijo) o cenchris (serpiente con protuberancias en su piel), en alusión a la apariencia verrugosa de los racimos.

## Especies
- Melanocenchris abyssinica
- Melanocenchris jacquemontii
- Melanocenchris monoica